# NGC 3864
NGC 3864 је патуљаста галаксија у сазвежђу Лав која се налази на NGC листи објеката дубоког неба.
Деклинација објекта је + 19° 23' 32" а ректасцензија 11h 45m 15,6s. Привидна величина (магнитуда) објекта NGC 3864 износи 14,8 а фотографска магнитуда 15,4. NGC 3864 је још познат и под ознакама MCG 3-30-97, CGCG 97-130, PGC 36620.